# 도미야마 다쓰유키
도미야마 다쓰유키(일본어: 冨山 達行, 1982년 8월 27일 ~ )는 일본의 전 축구 선수이다.

## 구단 경력
과거 쇼난 벨마레, 가이나레 돗토리에서 활동하였다.